# Ceratapion scalptum scalptum
Ceratapion scalptum scalptum é uma subespécie de insetos coleópteros polífagos pertencente à família Apionidae.
A autoridade científica da subespécie é Mulsant & Rey, tendo sido descrita no ano de 1858.
Trata-se de uma subespécie presente no território português.